# کاسماکتی
کاسماکتی (انگلیسی: Kasmakty) یک شهرک در شهرستان بلورتسکی باشقیرستان کشور روسیه است.